# アントワーヌ・ド・ベルトラン
アントワーヌ・ド・ベルトラン（フランス語: Anthoine de Bertrand, 1540年? – 1581年?）は、フランス後期ルネサンス音楽の作曲家。前半生においては多産なシャンソン作家として過ごしたが、後半生においてイエズス会の感化を受けて敬虔になり、宗教曲の創作に転向した。宗教戦争の犠牲となり、プロテスタント陣営によって殺害されている。

## 生涯
当時の高名な作曲家のわりには資料に乏しいことから、おそらく権力者から定収入を得るような地位になかったものと思われる。オーヴェルニュのフォンターニュに生まれ、1560年ごろからトゥールーズに住む。最期については知られていないが、イエズス会に感化された歌曲がもとでユグノーの手にかかったということは、当時の様々な作家によって言及されている。たとえばミシェル・コワッサールの1608年の記録によると、襲撃を受けて殺された時、ベルトランはトゥールーズの自宅と、経営していた農園のあいだを往復するところだったという。ベルトランの殺害については、死後出版された《宗教的エール集》（Airs spirituels 1582年）の序文においても触れられている。だがこれらの資料は、事件の起こった日付を示していない。

## 作品と影響力
ベルトランは3巻の大判のシャンソン集を出版し、晩年までに宗教曲集も出版した。世俗歌曲では、全部で84のシャンソンと1曲のイタリア語のマドリガーレが、またラテン語による宗教曲では10曲のイムヌスと3曲のモテットのほか、14のカンティクムが現存する。作品のほとんどは無伴奏の四部合唱のために作曲されている。ベルトランは『シャンソン集 第1巻』（1576年）の序文において、かなり初期のシャンソンも含めて曲集は全部で5巻か6巻になるはずだと触れ込んでいる。このことから、かなりの作品が未出版のまま残されたことが察せられよう。
シャンソン集の最初の2巻は四声のための曲集で、男女の逢瀬がまずい結果になるまでを描いたピエール・ド・ロンサールの『恋 Amours 』に作曲されている。和声法に関してベルトランの音楽語法は大胆で、ニコラ・ヴィチェンティーノの実験精神に近づいている。つまり微分音を用いて、いくつかの楽曲の表現手段としたのである。その極端な例が、《私はこんなに愛されて Je suis tellement amoureux 》の最後の7小節である。ここでベルトランは徹底して全音階的な書法を避け、「死」という言葉の部分の表現を除いて、ひたすら半音階的な音階進行と、異名同音の読み替えを続けている。しかしながら、1587年に死後出版された《私はこんなに愛されて》の異版では、四分音を避けた書き換えがなされた。微分音程があまりに歌い辛かったからである。ベルトランは序文において、数学的な精密さを避けたので、この曲がもし五感に訴えることができるならば、一番の会心の作となると述べている。
ベルトランはイタリア語のマドリガーレを1曲しか残していないが、明らかにシャンソンに影響された軽快な作風をとっていて、実質的にはヴィッラネッラになっている。だが、イタリア的な関心事（音画技法、異なるテクスチュアや拍子の対比と切り替え）にもきめ細かな配慮がなされている。
ベルトランの宗教曲と、霊的な詩による《宗教的エール集》や《キリスト教のソネット sonets chrestiens 》のような歌曲集の出版譜3点は、いずれも様式的に見れば同時代のユグノーの作曲家の詩篇唱の作風と密接な関係がある。旋律的にも和声的にも素朴で、全体的にホモフォニックなテクスチュアが保たれている。旋律はたいていグレゴリオ聖歌に基づいている。ベルトランの霊的な作品が、ベルトランより10年早くサン・バルテルミの虐殺でカトリック側に殺戮された、ユグノーのクロード・グディメルの宗教曲によく似ているというのは、興味深い偶然である。

## 主要作品一覧

### 宗教曲
- Premier livre de sonets chrestiens mis en musique (四声, リヨン, 1580年)
- Second livre de sonets chrestiens mis en musique (四声, リヨン, 1580年)
- Airs spirituels contenant plusieurs hymnes et cantiques (四声と五声, パリ, 1582年)

### 世俗曲
- Les amours de Pierre de Ronsard (四声, 1576年, 第2版＝改訂版1578年, 全35曲)
- Second livre des amours de Pierre de Ronsard (四声, 1578年, 全25曲)
- Tiers livre de chansons (四声, 1578年)
- 3つのシャンソン （1570年, それぞれ単独出版）